# Dioscorea villosa
Dioscorea villosa L., 1753è una pianta erbacea perenne rampicante monocotiledone della famiglia delle Dioscoreaceae.

## Distribuzione e habitat
Originaria del Nord America, è diffusa in un'area che va dal Texas e dalla Florida a nord fino al Minnesota, Ontario e Massachusetts.
È inserita nella lista "A rischio" della United Plant Savers.